# San Joaquín Coapango
San Joaquín Coapango är en ort i Mexiko, tillhörande kommunen Texcoco i delstaten Mexiko. San Joaquín Coapango ligger i den centrala delen av landet och tillhör Mexico Citys storstadsområde. Orten hade 6 774 invånare vid folkräkningen 2010.